# Hilethera
Hilethera is een geslacht van rechtvleugeligen uit de familie veldsprinkhanen (Acrididae). De wetenschappelijke naam van dit geslacht is voor het eerst geldig gepubliceerd in 1923 door Uvarov.

## Soorten
Het geslacht Hilethera omvat de volgende soorten:
- Hilethera aeolopoides Uvarov, 1922
- Hilethera arabica Uvarov, 1952
- Hilethera brevipennis Zheng & Lu, 2002
- Hilethera demangei Descamps, 1965
- Hilethera hierichonica Uvarov, 1923
- Hilethera maculata Karny, 1907
- Hilethera nigerica Uvarov, 1926
- Hilethera oedipodioides Bolívar, 1902
- Hilethera sudanica Uvarov, 1925
- Hilethera turanica Uvarov, 1925